# 白石阿岛

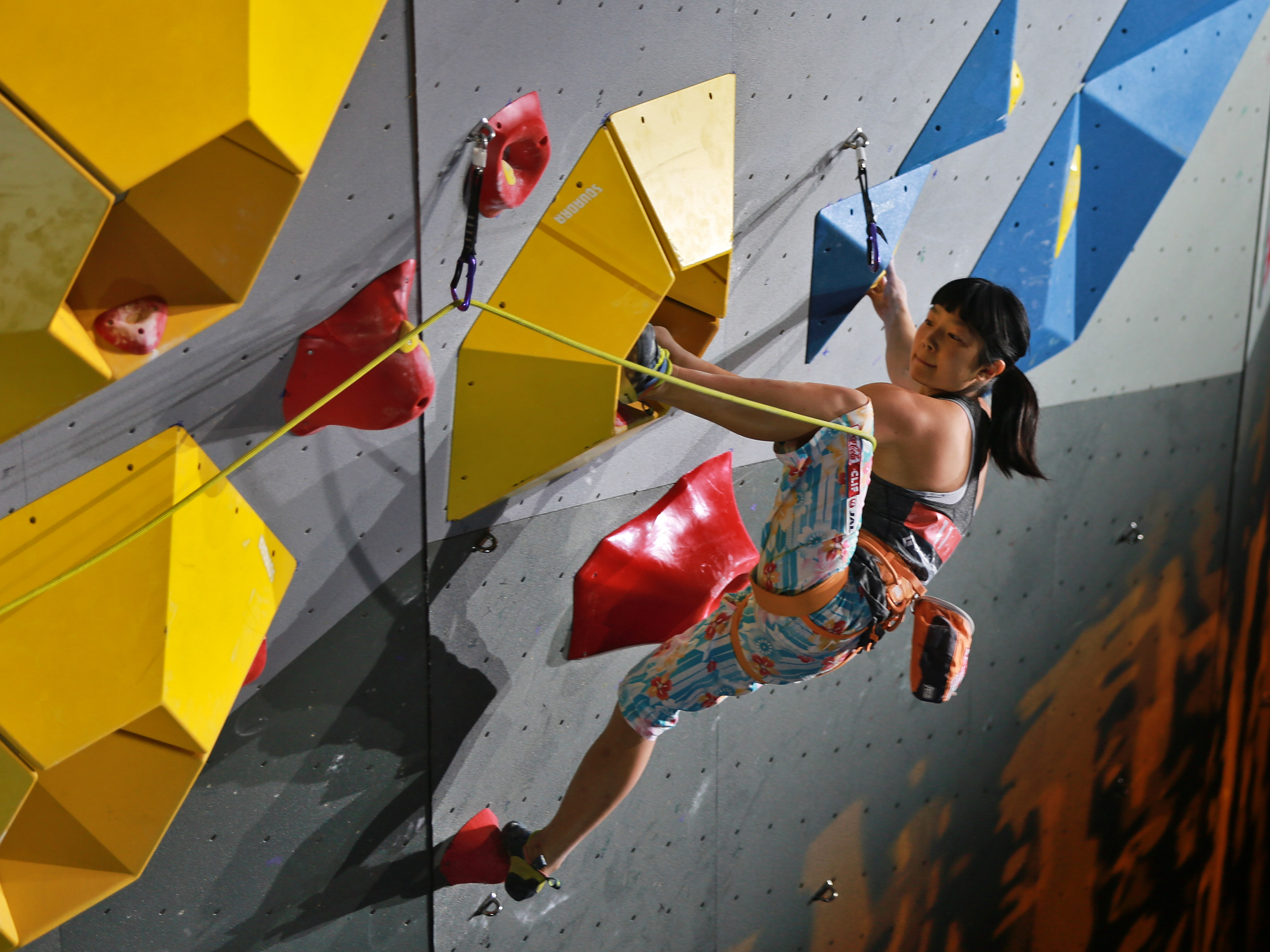
白石阿岛在攀岩

白石阿岛（2001年4月3日—）出生並長大于美国纽约，是一名日裔美籍攀岩者（同時具有美國與日本國籍）。
白石阿岛六岁时，和曾是舞蹈家的父亲一起開始在纽约中央公园攀岩，僅僅几年之后，她已成为一名世界頂級的運動抱石者以及运动攀岩者。2015年3月，十三歲的白石阿島在西班牙 Ciudad de Dios 達成了難度等級9a/9a+，是世界第二位達到該難度的女性，也是年紀最小的完成者。2016年3月14歲的她在日本比叡山達成了抱石Horizon 項目難度等級五段+（V15），是首位達成該等級的女性。2015年，白石阿島入选美国《时代周刊》「最具影响力的青少年」。

## 经历
白石阿岛的母亲白石津屋和父亲白石久年 1978 年从日本移民至纽约，并在 2001 年 4 月 3 日生下她。爸爸白石久年是一名受过训练的舞踏舞者。白石六岁的时候，父母带她在中央公园的鼠岩开始攀岩。之后她开始在位于布鲁克林格瓦纳斯的布鲁克林抱石继续攀岩。